# Maryna Bazanova
Maryna Bazanova (em russo:  Марина Базанова; Omsk,  25 de dezembro de 1962 – 27 de abril de 2020) foi uma handebolista russa, medalhista olímpica.
Maryna Bazanova fez parte dos elencos medalha de bronze, de Seul 1988 e Barcelona 1992.
Bazanova morreu no dia 27 de abril de 2020, aos 57 anos.